# Washington, North Carolina
Washington är administrativ huvudort i Beaufort County i North Carolina. Orten hette ursprungligen Forks of the Tar men hedrar sedan år 1776 George Washington med namnet. Ortens smeknamn är "The Original Washington", eftersom andra orter med samma namn av samma orsak har kommit till eller bytt namn först senare. Washington hade 9 744 invånare enligt 2010 års folkräkning.

## Kända personer från Washington
- Herbert Covington Bonner, politiker
- Robert Tripp Ross, politiker
- Ryan Zimmerman, basebollspelare